# Donald Leroy Evans
 (mars 2019).
Pour les articles homonymes, voir Evans.
Donald Leroy Evans (5 juillet 1957 - 5 janvier 1999) est un tueur en série américain qui a tué au moins trois personnes confirmées entre 1985 et 1991. Il était connu pour avouer qu'il avait tué des victimes dans des parcs et des aires de repos, dans plus de vingt États des États-Unis.
Né dans le Michigan, Evans a été reconnu coupable de son premier crime à Galveston, au Texas, pour le viol d’une femme de la région en 1986.  Il a été condamné à quinze ans de prison mais n’en a effectué que cinq ans. Après sa libération conditionnelle en 1991, il est retourné à Galveston et a commencé à travailler comme réceptionniste dans un motel, mais a été libéré après que des agents de probation « se sont opposés à ce qu'un délinquant sexuel condamné travaille dans un établissement commercial, un motel ».
 
Le 16 août 1993, un jury du Mississippi a déclaré Evans coupable d'agression sexuelle et de meurtre. Trois jours plus tard, le même jury a rejeté l’option de lui infliger une peine à perpétuité et l’a condamné à mort.
Evans a été poignardé à mort en 1999 par un autre prisonnier condamné à mort au pénitencier d'État du Mississippi sous la douche.

## Victimes connues
Les trois personnes suivantes ont été victimes de Donald Leroy Evans :
- Ira Jean Smith (38 ans, 7 mars 1985)
- Janet Movich (38 ans, 14 avril 1985)
- Beatrice Louise Routh (10 ans, 1er août 1991)